# Nikolaj Kovsj
Nikolaj Kovsj, född den 22 januari 1965 i Moskva, Ryssland, är en sovjetisk tävlingscyklist som tog OS-silver i cykelsprinten vid olympiska sommarspelen 1988 i Seoul.